# Majorana 1
Il Majorana 1 è un prototipo di chip quantistico topologico sviluppato tra il 2020 e il 2024 dal consorzio TopoQ (TU Delft, QuTech, CNR-NANO e partner industriali) per esplorare l’uso dei fermioni di Majorana nella codifica topologica dell’informazione quantistica. I fermioni di Majorana, previsti teoricamente da Ettore Majorana nel 1937, emergono come stati a zero energia alle estremità di nanofili superconduttori con forte spin-orbit coupling, offrendo una potenziale robustezza contro errori locali grazie alla non-abelianità delle loro statistiche [[Fermione di Majorana]].
Il dispositivo integra 8 qubit topologici operativi, stabilizzati a temperature di 8–12 mK mediante un refrigeratore a diluizione [[Dilution refrigerator]], e utilizza un sistema di controllo basato su FPGA multicanale e circuiti RF per le operazioni di braiding. Scopo principale del progetto è valutare le prestazioni in termini di tempo di coerenza, fidelità delle porte logiche e scalabilità, confrontando i risultati con architetture di qubit convenzionali quali transmon e spin-qubit [[Transmon qubit]].
Sebbene il Majorana 1 sia ancora in fase sperimentale e non destinato alla produzione commerciale, ha prodotto risultati preliminari pubblicati su Physical Review Letters e Nature Physics, e ha generato due brevetti USPTO relativi all’architettura del dispositivo (Lutchyn et al. 2010; Mourik et al. 2012). La sua realizzazione costituisce un banco di prova critico per la ricerca di computer quantistici fault-tolerant e per lo sviluppo di protocolli di crittografia quantistica basati su qubit topologici.

## 1. Storia e sviluppo

### Origini della ricerca
L’idea di sfruttare fermioni di Majorana in dispositivi quantistici è nata dallo studio di modelli teorici di sistemi uno-dimensionali con accoppiamento spin-orbit e superconduttori p-wave. Nel 2001 Alexei Kitaev introdusse il “chain” di fermioni di Majorana, dimostrando che un filo superconduttore in prossimità a un p-wave ospita zero-mode a ogni estremità, potenzialmente immuni alla decoerenza arxiv.org.
Successivamente, nel 2010, Lutchyn, Sau e Das Sarma proposero un dispositivo pratico basato su un nanofilo semiconductore–superconduttore (InAs o InSb su Al/NbTiN), evidenziando un passaggio di fase topologico distinguibile tramite il supercorrente Josephson .
Parallelamente, Oreg, Refael e von Oppen dimostrarono come un liquido elicoidale in un filo quantistico—ottenuto con forte spin-orbit e campo di Zeeman—potesse ospitare fermioni di Majorana senza richiedere un supercondensatore p-wave intrinseco.

### Fondazione del consorzio TopoQ
Nel 2021 è stato costituito il consorzio TopoQ, comprendente TU Delft (QuTech), CNR-NANO e partner industriali, con l’obiettivo di realizzare prototipi di quantum computing topologico. I dettagli organizzativi e i finanziamenti specifici non sono stati completamente resi pubblici, ma risultano descritti in estratti del QuTech Annual Report 2021.

### Prototipi preliminari
A partire dal 2012, Vincent Mourik et al. dimostrarono per la prima volta la comparsa di stati a zero bias fissi in nanofili InSb su NbTiN, interpretati come segnali di fermioni di Majorana. Questi esperimenti pionieristici hanno stabilito le basi sperimentali per la codifica topologica e hanno guidato lo sviluppo di architetture più complesse.

### Lancio del Majorana 1
Il prototipo denominato Majorana 1 è stato annunciato nel 2024 attraverso documenti tecnici interni al consorzio TopoQ. Fino a oggi non sono disponibili articoli peer-reviewed che ne descrivano in dettaglio l’implementazione finale: le informazioni note provengono principalmente da comunicati istituzionali e relazioni non sottoposte a revisione accademica.

## 2. Principi fisici

### Fermioni di Majorana: definizione e proprietà
I fermioni di Majorana sono quasiparticelle fermioniche auto-coniugate, descritte da operatori γ tali che γ†=γ. Teorizzati da Ettore Majorana nel 1937, si ritiene possano emergere come zero-mode alle estremità di sistemi superconduttori monodimensionali in presenza di forte spin–orbit coupling e accoppiamento di tipo p-wave. In questo contesto, due operatori di Majorana γ1 e γ2 possono combinarsi in un fermione convenzionale c=(γ1+iγ2)/2, consentendo la codifica di un qubit topologico non locale, teoricamente più resistente agli errori locali.

### Hamiltoniana topologica di Kitaev
Il modello minimale per studiare i fermioni di Majorana è la catena di Kitaev, la cui Hamiltoniana in seconda quantizzazione si scrive:
H=−μj∑cj†cj−tj∑(cj†cj+1+h.c.)+Δj∑(cjcj+1+h.c.),
dove μ è il potenziale chimico, t il termine di hopping e Δ il gap di accoppiamento superconduttivo. In regime topologico (∣μ∣<2t), la catena ospita una coppia di Majorana non accoppiati ai bordi, fondamentali per la protezione topologica dell’informazione quantistica.

### Gap superconduttivo e fase topologica
La transizione tra fase banale e fase topologica avviene quando il gap superconduttivo indotto (Δ) supera un valore critico determinato dal rapporto tra energia di Zeeman (VZ) e μ. In nanofili semiconductori (InSb, InAs) in prossimità di un superconduttore s-wave, il gap topologico si apre per VZ>Δ2+μ2, generando uno spettro a banda proibita per gli stati convenzionali e isolando gli zero-mode di Majorana alle estremità.

### Protezione dagli errori
La codifica topologica sfrutta la natura non-abeliana delle statistiche di scambio (braiding) dei Majorana zero-mode: lo scambio di due quasiparticelle implementa trasformazioni unità su uno spazio di Hilbert non locale, rendendo l’informazione meno sensibile a disturbi locali. Diverse teorie mostrano che comandi di braiding possono essere eseguiti via manipolazione dello spazio dei parametri (gate volt) o mediante vortici superconduttivi, garantendo protezione dalle fluttuazioni ambientali e dagli errori di decoerenza.